# Faddoi
Faddoi (auch: Faddor, Padoi) ist eine Stadt im Akobo County, im Bundesstaat Jonglei (ehemals Eastern Bieh, 2. Oktober 2015–22. Februar 2020) im Nordosten des Südsudan.

## Geographie
Der Ort liegt in der Nähe zur Grenze mit Äthiopien. Nordöstlich und östlich des Ortes erstreckt sich ein Wadi, in welchem auch der See Buong liegt. Der Ort ist durch eine größere Straße mit Akobo im Südosten und mit Waat im Nordwesten verbunden.
Nahegelegene Orte sind Waiyowal im Osten, Nyau Nyau im Südwesten und Walgak im Westen, an der Straße nach Waat.

## Klima
Hohe Temperaturen und eine Regenzeit von April bis Oktober prägen das tropisch-feuchte Klima. In der Trockenzeit steigen die Temperaturen auf durchschnittlich 36 Grad Celsius am Tag und weit über 20 Grad Celsius in der Nacht. In der Regenzeit liegen die Temperaturen bei 30–33 Grad Celsius tagsüber und 21–23 Grad Celsius nachts. Die Luftfeuchtigkeit liegt dann bei 70–80 %.